# Natation synchronisée aux Jeux olympiques d'été de 1996
Navigation
Barcelone 1992 Sydney 2000
Une seule épreuve de  natation synchronisée a eu lieu lors des Jeux olympiques d'été de 1996 à Atlanta : le ballet.

## Tableau des médailles
| Rang | Pays       | Médaille d'or | Médaille d'argent | Médaille de bronze | Total |
| 1    | États-Unis | 1             | 0                 | 0                  | 1     |
| 2    | Canada     | 0             | 1                 | 0                  | 1     |
| 3    | Japon      | 0             | 0                 | 1                  | 1     |

## Résultats de l'épreuve du ballet
| Classement         | Nom | Pays       | Pts    |
| ------------------ | --- | ---------- | ------ |
| Médaille d'or      | Suzannah Bianco Tammy Cleland Becky Dyroen-Lancer Heather Pease Jill Savery Nathalie Schneyder Heather Simmons-Carrasco Jill Sudduth Emily Lesueur Margot Thien | États-Unis | 99.720 |
| Médaille d'argent  | Karen Clark Sylvie Fréchette Janice Bremner Karen Fonteyne Christine Larsen Erin Woodley Cari Read Lisa Alexander Valérie Hould-Marchand Kasia Kulesza          | Canada     | 98.367 |
| Médaille de bronze | Miya Tachibana Akiko Kawase Rei Jimbo Miho Takeda Raika Fujii Miho Kawabe Junko Tanaka Riho Nakajima Mayuko Fujiki Kaori Takahashi                              | Japon      | 97.753 |
| 4                  | | Russie     | 97.260 |
| 5                  | | France     | 96.076 |
| 6                  | | Italie     | 94.253 |
| 7                  | | Chine      | 94.124 |
| 8                  | | Mexique    | 93.836 |